# Сила-Новицкий, Максимилиан
Максимилиан Сила-Новицкий (9 октября 1826, Яблонов — 30 октября 1890, Краков) — польский зоолог, энтомолог, ихтиолог, профессор Ягеллонского Университета.

## Биография
Родился 9 октября 1826 года в селе Яблонов (ныне Косовский район Ивано-Франковской области) в семье мелкого обнищавшего дворянина Феликса Новицкого, который был лесничим. Детство прошло в родном селе, где он окончил начальную школу. Затем родители отправили его на учёбу во Львов в Академическую гимназию, которую он окончил в 1846 году. В 1847—1848 годах он занимается изучением дополнительного курса философии. В 1848 году поступает на юридический факультет Львовского университета. Однако, он был вынужден был прервать свою учёбу, поскольку подвергся преследованию австрийских властей за участие в манифестациях времен Весны Народов. Покидает Львов, перебирается в Броды на территории нынешней Тернопольской области. Здесь он работает учителем в местной школе, но обстоятельства заставили его покинуть новое место жительство и перебраться в небольшую деревню Плотычи. Именно в Бродах у него появилась склонность к естественным наукам, собственно заинтересовал его этим местный врач И. Деккер, который коллекционировал гербарии. А уже на новом месте жительства Максимилиан Новицкий активно собирал гербарии для местных сельских школ и заинтересовался энтомологией. Свои натуралистические увлечения в научное русло он направил благодаря коллекциям и научной литературе Тернопольской Гимназии. Не имея возможности восстановить обучение в Университете, он в 1850 году сдал экзамен на учителя младших классов и продолжил работу учителя.
В 1852 году его переводят в Самборскую Гимназию. Работа здесь дала возможность Максимилиану Сила-Новицкому активнее заниматься научными исследованиями, а близость к Львову — активное сотрудничество с известным меценатом и филантропом Владимиром Дедушицким и его музеем (Музей имени Дедушицких). Благодаря содействию последнего, в 1854 году во Львове он сдает начальный, а в 1857 году в Вене — уже высший педагогический экзамен по естественным наукам. Благодаря этому он получает право в 1858 году перейти на преподавательскую работу в родной Львовской Академической Гимназии. Именно здесь Максимилиан активно начинает заниматься энтомологией и издаёт в 1860 году каталог бабочек Восточной Галиции. Во времена работы учителем во Львове, он осуществил целый ряд экспедиций и походов по Карпатам, Подолью и Прикарпатью, интересовался спелеологией и геологиею. Имея хороший фактический материал по энтомологии, он приготовил и защитил в 1863 году диссертацию доктора философии в Львовском Университете, и получил приглашение возглавить кафедру зоологии в Ягеллонского Университета в Кракове.
В Кракове Максимилиан Новицкий женится на Антонине — сестре известного юриста, а затем ректора Ягеллонского Университета Франциска Каспарика. От брака с ней у него было шестеро детей — два сына: Франциск Генрик (известный польский политический деятель и поэт) и Владислав, и четыре дочери: Каролина, Янина, Ванда и Ядвига.
В 1865 году во Львове он опубликовал труд Бабочки Галичины, а в 1868 году перечни бабочек Татр. В этот период он также активно работает над учебником по зоологии для школ и гимназий, который выходит в трех томах: «Млекопитающие», «Птицы, пресмыкающиеся и рыбы», «Беспозвоночные» (1868—1869). В своём учебнике он впервые для тех времен подавал материал согласно теории эволюции Чарльза Дарвина. Кроме учебника зоологии издал несколько монографий посвященных суркам, косуле, рыбам Днестра и Прута и др.
Был членом Краковского Научного Общества, которое в 1872 году стало Академией Наук и Писания. Активно пропагандировал охрану природы, в связи с чем выступил с обращением к Галицкому Сейму в 1868 году об охране сурков и косуль в Татрах. Сейм поддержал Новицкого и издал первый в Мире акт об охране животных, который вступил в действие с середины 1869 года. В честь принятия закона, Новицкий за свой счет установил железный крест на Ваксмундской Поляне в Татрах (высота 1373 м над морем). В 1873 году вместе со однодумцами начал работу над уставом Галицкого Татранского Общества, которое впоследствии было переименовано в Татранское Общество. По его инициативе и под патронатом Татранского Общества был основан Естественный музей в Кузнице (Польша), а затем был перенесён в Круповку (Польша), но пожар 1900 года полностью уничтоживший все коллекции.
С 1875 года начал активно интересоваться ихтиологией, кроме описаний фауны рыб, разработал методы разведения, организации рыбных хозяйств и зарыбления водоемов. В частности к его разработкам относится и инкубатор для оплодотворения и вывода икры. Благодаря этой разработке он сумел вырастить лососей и весной 1879 года зарыбить ним Вислу около Кракова, а позже и реку Белую под Тернополем. 13 июля 1879 года принял участие в съезде рыбаков и стал соучредителем Краевого рыболовного общества, президентом которого и был избран. Общество просуществовало до 1950 года. В 1880 году публикует работу посвященную рыбам Вислы и Галиции с точки зрения рыболовства. В 1887 году по его ходатайство принято новое рыболовное законодательство. В 1888 году он провел картографирование распространения рыб в Галичине, а в 1889 году издал атлас рыб Галицких рек: Вислы, Стырь, Днестра и Прута.
Умер 30 октября 1890 года в возрасте 64 лет в Кракове.

## Память
- В память об ученом в 1898 году в Кракове был установлен обелиск на Плантах имени Флориана Новацкого в Подгуже, а в 1971 году в Музее полеводства в Шренява (Польша) — бронзовый бюст.
- По ходатайству польской диаспоры Покутья и Ивано-Франковска, в 2005 году в родном селе Новицкого был установлен памятный знак на 115 годовщину смерти.